# For My Crimes
For My Crimes è l'ottavo album in studio della musicista americana Marissa Nadler. È stato pubblicato il 28 settembre 2018 dalla Bella Union nel Regno Unito e dalla Sacred Bones Records negli Stati Uniti d'America.
L'album è stato prodotto con Justin Raisen e Lawrence Rothman presso House of Lux Studio di Laurel Canyon, Los Angeles, e presenta le collaborazioni di Angel Olsen, Sharon Van Etten e Kristin Kontrol.
Il 27 giugno 2018, Nadler ha annunciato l'uscita del suo ottavo album in studio, insieme alla title track che presenta una collaborazione di Angel Olsen.
Il secondo singolo Blue Vapor è stato pubblicato l'8 agosto 2018. Blue Vapor è stata votata come miglior canzone dell'anno da Tiny Mix Tapes.
Il 10 settembre 2018 è stato pubblicato il terzo singolo I Can't Listen to Gene Clark Anymore, che presenta una collaborazione con l'attrice e musicista americana Sharon van Etten.
For My Crimes ha ricevuto recensioni generalmente favorevoli da parte della critica. In Metacritic, che assegna una valutazione media ponderata su 100 alle recensioni delle pubblicazioni tradizionali, questa versione ha ricevuto un punteggio medio di 77, basato su 17 recensioni. Aggregator Album of the Year ha assegnato all'uscita un 75 su 100 sulla base di un consenso critico di 19 recensioni.
Charles Cook di The 405 ha detto dell'album: "Anche se i temi della distanza e del tempo sono attori chiave nel messaggio che Nadler sta cercando di trasmettere, il cuore personale dell'album è spesso sommerso dalla sua produzione eterea e talvolta dal lirismo astratto. Le immagini sembrano sia impersonali che melodrammatiche, senza offrire alcun motivo di empatia". Liz Ikowsky di Albumism ha detto: "Scritto in risposta alla tensione emotiva dell'essere un musicista in tournée, For My Crimes è terapeutico e si scusa. La qualità mitica della sua voce trasporta l'ascoltatore, avvolgendoti completamente nel mondo di Nadler." Ha anche notato che le canzoni dell'album "riflettono una persona che si confronta con la verità e soffre per gli errori commessi lungo la strada". 

## Tracce
1. For My Crimes (featuring Angel Olsen) – 4:17
2. I Can't Listen to Gene Clark Anymore (featuring Sharon Van Etten) – 2:53
3. Are You Really Going to Move to the South? – 3:31
4. Lover Release Me (featuring Sharon Van Etten) – 2:27
5. Blue Vapor – 3:26
6. Interlocking – 3:55
7. All Out of Catastrophes – 2:12
8. Dream Dream Big in the Sky – 2:53
9. You're Only Harmless When You Sleep – 2:54
10. Flame Thrower – 2:33
11. Said Goodbye to That Car – 3:02